# Casa Maciachini
La Casa Maciachini è un tipico esempio di architettura realizzata in stile neorinascimentale. Si tratta di un palazzo residenziale di Pavia con attività commerciali al piano terra. È stato costruito nel 1882 su progetto di Augusto Maciachini in occasione dell'allargamento di corso Cavour, in seguito alla demolizione di vecchie case preesistenti. Il fronte del palazzo si trova su piazza della Vittoria al civico 12/A e fa angolo su corso Cavour.

## Storia
Nella seconda metà del XIX secolo a Pavia si stavano predisponendo i piani per dare migliore assetto al Piazzale di Porta Cavour, specie allargando il primo tratto del corso, il quale era stretto e fiancheggiato da architetture fatiscenti e di scarsa qualità.
Il Comune di Pavia decise di acquistare tutti gli immobili dall’angolo su Piazza Vittoria fino al Vicolo Novaria, per poi rivenderli, imponendo però l’arretramento dei fronti ai nuovi proprietari.

In questo frangente l'architetto Augusto Maciachini, titolare di un’impesa edile molto attiva in città, riesce ad ottenere l’approvazione per la demolizione di Casa Pizzocaro e Casa Cazzani e costruzione di un nuovo edificio, a condizione che l’apertura terrena della porzione in angolo sia trasformata dalla forma pressocché quadrata in arcuata, così da accordarsi armoniosamente con il profilo dei porticati della piazza.
Nel 1882 fu costruito ed inaugurato il nuovo palazzo.
Il 5 Agosto del 1961 Casa Maciachini venne sottoposta a vincolo, in considerazione della sua importanza storico-architettonica

## Descrizione
L’edificio occupa l’angolo tra Piazza Vittoria 12A e Corso Cavour 5 e viene costruito sulle fondazioni di Casa Pizzocaro e Casa Cazzani.
Il palazzo in stile neorinascimentale si articola su 4 piani di cui il piano terra è leggermente rialzato con una singola gradinata in pietra ed inoltre è una continuazione del porticato che segue il profilo della piazza. Questo però non è omogeneo nella sua interità dato che solo sulla piazza è presente un modulo con due intercolumni ad angolo con arcata a tutto sesto. Questo piano è adibito ad uso commerciale, come da canone per gli edifici in Centro Storico di Pavia.
Nel modulo che si affaccia su Piazza Vittoria troviamo la particolarità che il soffitto del porticato è realizzato il legno, a differenza degli altri edifici circostanti.
Al piano terra troviamo un rivestimento in opera cementizia bugnata, mentre nei piani superiori troviamo un intonaco liscio di color giallo. Inoltre è presente un marcapiano tra il terzo e il quarto piano.